# Hruševec (Šentjur, Slovenija)
Hruševec je naselje u slovenskoj Općini Šentjuru. Hruševec se nalazi u pokrajini Štajerskoj i statističkoj regiji Savinjskoj. 

## Stanovništvo
Prema popisu stanovništva iz 2002. godine naselje je imalo 29 stanovnika.